# Médaille de la Résistance polonaise en France
La médaille de la Résistance polonaise en France est une décoration militaire polonaise. Elle a été créée en 1945 par le général Zdrojewski, délégué du ministre du gouvernement polonais en exil à Londres et chef militaire de la Résistance polonaise en France, pour récompenser les Polonais et les nombreux Français et étrangers qui ont servi sous ses ordres pour combattre l'occupant nazi.

## Récipiendaires notables
- Charles Bichat
- Patrice Bougrain-Dubourg
- Lucien Junillon
- André Moynet
- René Duchez